# Stasina portoricensis
Stasina portoricensis är en spindelart som beskrevs av Alexander Petrunkevitch 1930. Stasina portoricensis ingår i släktet Stasina och familjen jättekrabbspindlar.
Artens utbredningsområde är Puerto Rico. Inga underarter finns listade i Catalogue of Life.